# Radíkovice

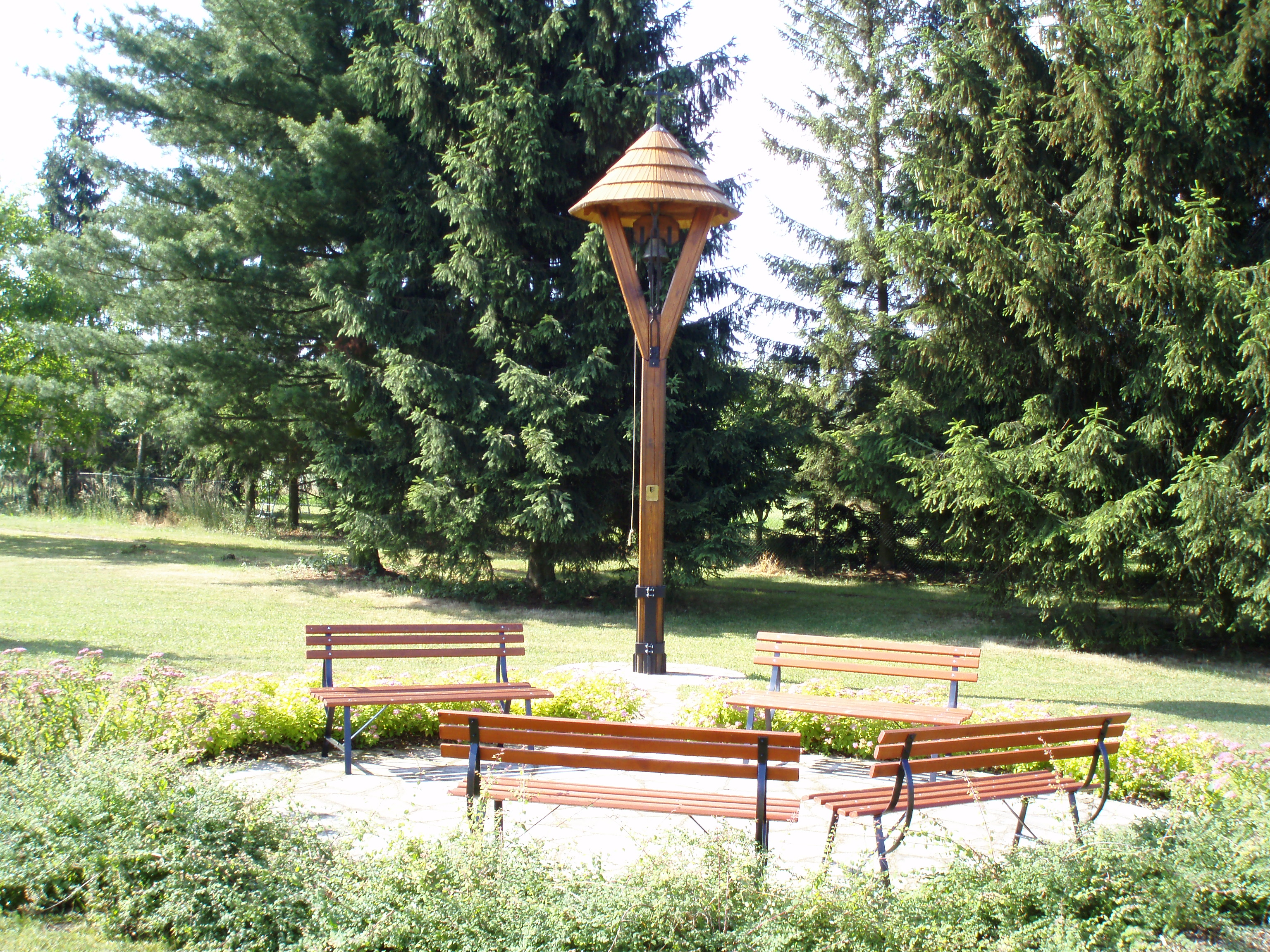
Okolica nowej dzwonniczki

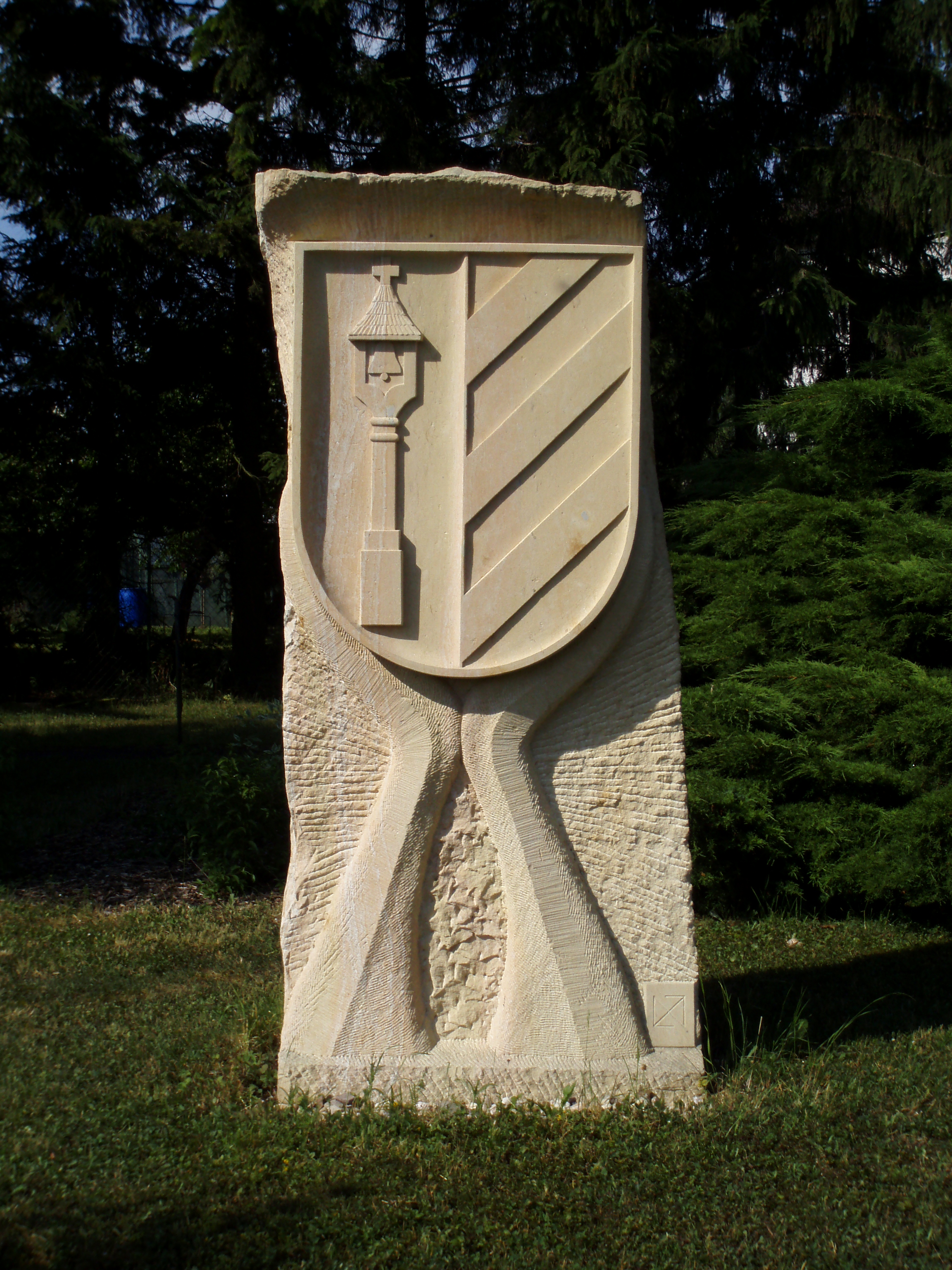
Plastyka z nowym herbem wsi

Radíkovice – czeska wieś, położona w powiecie Hradec Králové, przy Potoku Radostovskim i przy drodze z Hradca Kralowe do Nechanic.

## Historia
Miejscowość ta pierwotnie należała do dobra Hořice, ale w 1365 r. się odłączyli Svatomír i Hynek z Hořic od ojca swego Jakusza. Potem wieś często zmieniała właścicieli i w 1465 r. zakupił ją Martin Bořek z Hrádku, ojciec rodu Radíkovskich z Hrádku. W miejscowej twierdzy mieszkał w latach 1505–1514 jeszcze jego potomek Martin, ale twierdza wkrótce opustoszała i w 1528 r., gdy bracia Petr i Hamza ze Zábědovic sprzedali wieś miastu Hradec Králové, już nie istniała.
Potem wieś pozostała przy posiadłości ziemskiej Boharyně, i to aż do 1578 r., kiedy ją pozyskał jako oddzielną część Jan Jestřibský z Rysemburka. Nowi właściciele wybudowali nową twierdzę, która jest po raz pierwszy wzmiankowana w 1578 r., i w ich rękach pozostała do 1623 r. Potem była majątkiem Alžběty Vchynskiej z Krajku i jej syna Jana Oktaviana z Vchynic, który Radíkovice w 1644 r. scedował Jetřichu Myškowi ze Žlunic, który zmarł 23 września 1680 i miejsce jego objęli synowie Ferdinand Rudolf, Jindřich Šťastný i Vácslav Jetřich. Ich potomkowie podupadli i wieś odebrał ród Kaiseršteinów, który ją w wieku XVIII przyłączył do miejscowości Stěžery, a miejscowy pałac pozostawił kolejom losu i później go rozebrał.

## Zabytki
- Rzeźby religijne, np. św. Jana Nepomucena
- Nowa dzwonnica z 2005 r.